# Le Courrier d’Europe centrale
A Le Courrier d’Europe centrale francia nyelvű, Közép-Európával foglalkozó internetes hírportál. A portált 2009-ben alapította három Budapesten élő francia újságíró – Corentin Léotard, François Gaillard és William Brown –, Hulala címmel.

## Fordítás
- Ez a szócikk részben vagy egészben  a   Le Courrier d'Europe centrale című francia Wikipédia-szócikk fordításán alapul.  Az eredeti cikk szerkesztőit annak laptörténete sorolja fel. Ez a jelzés csupán a megfogalmazás eredetét és a szerzői jogokat jelzi, nem szolgál a cikkben szereplő információk forrásmegjelöléseként.